# Maria Burgi
Maria Burgi, geborene Kienzle (* 12. Dezember 1912 in Ulm; † 14. März 2017) war eine deutsche Gewerkschafterin und das einzige Ehrenmitglied der IG Metall.

## Leben
Maria Burgi wuchs mit drei jüngeren Geschwistern im Ulmer Stadtteil Söflingen in einer sozialdemokratisch geprägten Familie auf. Ihr Vater war Lagerarbeiter und Mitglied des Reichsbanners, ihre Mutter Schriftführerin bei der SPD. Mit 16 Jahren begann sie eine Ausbildung als Weißnäherin bei der Firma Mayser in Ulm und trat 1929 dem Deutschen Hutarbeiter-Verband bei. 1937 heiratete sie den kaufmännischen Angestellten Erich Burgi. Das Paar bekam zwei Kinder. Während ihr Mann von 1940 bis 1945 in Kriegsgefangenschaft war, kümmerte sich Maria Burgi allein um die Familie und die Erziehung der Kinder.
Während des Dritten Reichs wurde sie denunziert, weil sie sich weigerte, für die NS-Frauenschaft zu spenden und an Gedenktagen die Hakenkreuzfahne nicht aufhängte. Sie wurde mit der Einweisung in das KZ Oberer Kuhberg bedroht. Durch die Unterstützung ihres Mannes gelang es ihr, die NS-Zeit ohne Haft zu überstehen. 
Nach dem Krieg baute sie die Firma Mayser als Arbeiterin wieder mit auf. Sie trat der Gewerkschaft Textil-Bekleidung bei und war lange Jahre Betriebsrätin und Betriebsratsvorsitzende, bis sie 1976 in den Ruhestand ging. 1982 wurde ihr das Bundesverdienstkreuz am Bande verliehen.
Sie arbeitete bis zu ihrem Ruhestand bei der Firma Mayser, zuletzt als Filzerin. Zeit ihres Lebens engagierte sie sich über ihren Betrieb hinaus, so im Kreisfrauenausschuss des Deutschen Gewerkschaftsbundes, in der örtlichen SPD sowie in der Arbeitsgemeinschaft sozialdemokratischer Frauen, bei der Arbeiterwohlfahrt und im SSV Ulm 1846. Für ihre 80-Jährige Gewerkschaftsmitgliedschaft wurde sie von der IG Metall mit 97 Jahren zum einzigen Ehrenmitglied Deutschlands ernannt.

## Ehrungen
- 1982 Bundesverdienstkreuz am Bande
- 2010 Ehrenmitglied der IG Metall